# Sfingozin
Sfingozin (2-amino-4-oktadecen-1,3-diol) je 18-ugljenika dug amino alkohol sa nezasićenim ugljovodoničnim lancem, koji formira primarni deo sfingolipida, klase lipida ćelijske membrane koja obuhvata fosfolipid sfingomijelin.

## Funkcije
Sfingozin može da bude fosforilisan in vivo putem dve kinaze, sfingozin kinaza tipa 1 i 2. To dovodi do formiranja sfingozin-1-fosfata, potentnog signalnog lipida.
Sfingolipidni metaboliti, kao što su keramid, sfingozin i sfingozin-1-fosfat, su lipidni signalni molekuli koji učestvuju u raznim ćelijskim procesima.

## Sinteza
Sfingozin se sintetiše iz palmitoil CoA i serina u kondenzaciji sa intermedijerom dehidrosfingozinom.
Dehidrosfingozin se zatim redukuje NADPH-om do dihidrosfingozina (sfinganina), i zatim oksiduje FAD-om do sfingozina. Ne postoji direktan put za sintezu od sfinganina do sfingozina

## Literatura
- Charles Chalfant; Maurizio Del Poeta (2010). Sphingolipids as signaling and regulatory molecules (1. изд.). Springer. ISBN 978-1-4419-6740-4.

## Spoljašnje veze
- Sphingosine на 